# Нови Ефес
Нови Ефес (грч. Νέα Έφεσος, Неа Ефесос) је насељено место у општини Дион-Олимп у периферији Средишња Македонија, Грчка. Према попису из 2021. године било је 1.328 становника.
Насеље је 1913. године имало 358 житеља Грка. После 1923. године насељене су грчке избегличке породице из околине античког града Ефеса у Турској, укупно 697 особа. На попису из 1928. године Нови Ефес је имао  1.091 становника. Село се раније звало Ступи.